# ベネデット・ポルティナーリの三連祭壇画
『ベネデット・ポルティナーリの三連祭壇画』（ベネデット・ポルティナーリのさんれんさいだんが、伊: Trittico di Benedetto Portinari, 英: Benedetto Portinari Triptych）は、初期フランドル派の画家ハンス・メムリンクが晩年の1487年に板上に油彩で制作した三連祭壇画である。名称は作品を委嘱したベネデット・ポルティナーリの名に由来しており、彼はおそらく右翼パネル (ウフィツィ美術館、フィレンツェ) に描かれている。聖ベネディクトゥス  (発注者の「ベネデット」は、「ベネディクトゥス」のイタリア語形) を描いた左翼パネルと、聖母子の描かれている中央パネルは現在、ベルリン絵画館に所蔵されている。

## 作品
3点のパネルはすべて1つのロッジアに設定されており、背景の風景は3点すべてを連続した形で統合している。この描写は、ウンブリアの画家たち、ペルジーノやレオナルド・ダ・ヴィンチに大きな影響を与えた。
右側パネルの人物は、ポルティナーリ (1466-1551年) であると断定はできないが、パネル裏側に彼のモットーである「DE BONO DANS MELIVS」という銘文が記されているため、その可能性は高い。ポルティナーリは、ブルッヘでこの作品を委嘱したと考えられている。 この三連祭壇画はフィレンツェに運ばれ、ポルティナーリが庇護者であったサンタ・マリア・ヌオーヴァ病院 内のサンテ・ジーディオ (Sant'Egidio) 教会に置かれた。
本作には、ヤン・ファン・エイク、ロヒール・ファン・デル・ウェイデンからフーゴー・ファン・デル・グースにいたるまでの15世紀ネーデルラント絵画の様々な要素が、穏やかな均衡をもって結合されている。そうした要素は、人物の優雅な扱い、手堅い細部描写、柔和な光に満たされた風景描写、鮮やかでいて調和のとれた色彩感覚、安定した構図に見てとれる。
中央パネルでは、聖母マリアが石の欄干の前に座っている。マリアは優雅な仕草でリンゴを幼子イエス・キリストに捧げている。中世初期からリンゴはイヴが知恵の樹から取り、アダムに渡した禁断の木の実と見なされていた。リンゴをキリストに捧げるということは、キリストが人類を救済するために世界の罪を自身で受け取ることを象徴している。